# Museum Horní Blatná

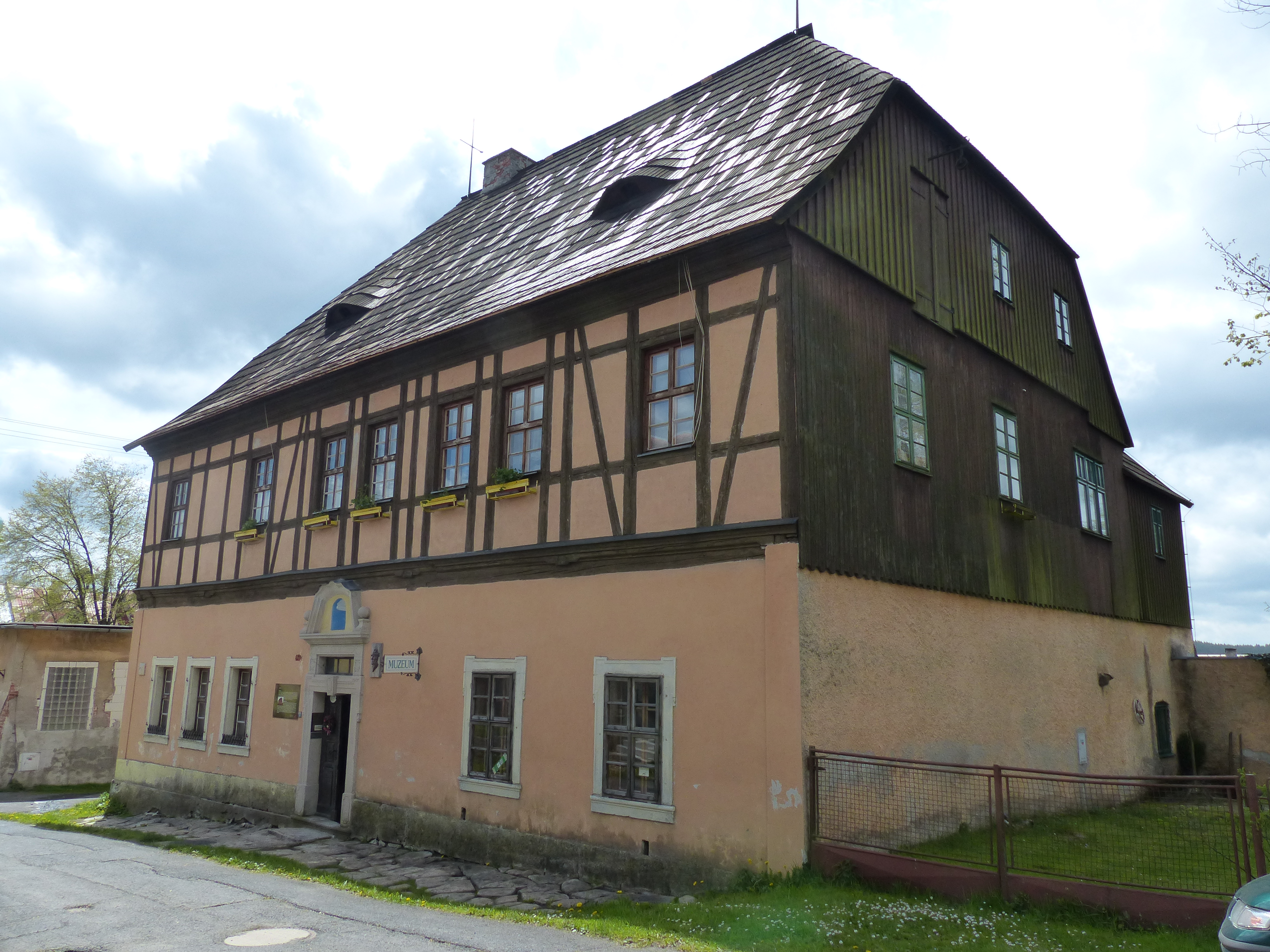
Museumsgebäude

Das Museum Horní Blatná zeigt die Stadtgeschichte von Horní Blatná auf und geht auf die Geschichte des Bergbaus in der Region und ihre geologischen Besonderheiten ein.
Das Museum steht an der Ausfallstraße zum Blatenský vrch (Plattenberg) an der Bezručova-Straße Nr. 127. Das Gebäude ist ein Fachwerkhaus aus dem 18. Jahrhundert und hat im Inneren Stuckdecken und im Treppenhaus eine Kassettendecke. Schwerpunkt ist die Zinngewinnung von Horní Blatná und  Boží Dar. Zu den Ausstellungsstücken zählen auch Mineralien der Region, ein großflächiges Modell von Horní Blatná sowie Dokumente über den Mundartdichter Hans Soph.